# 이스라엘의 역사

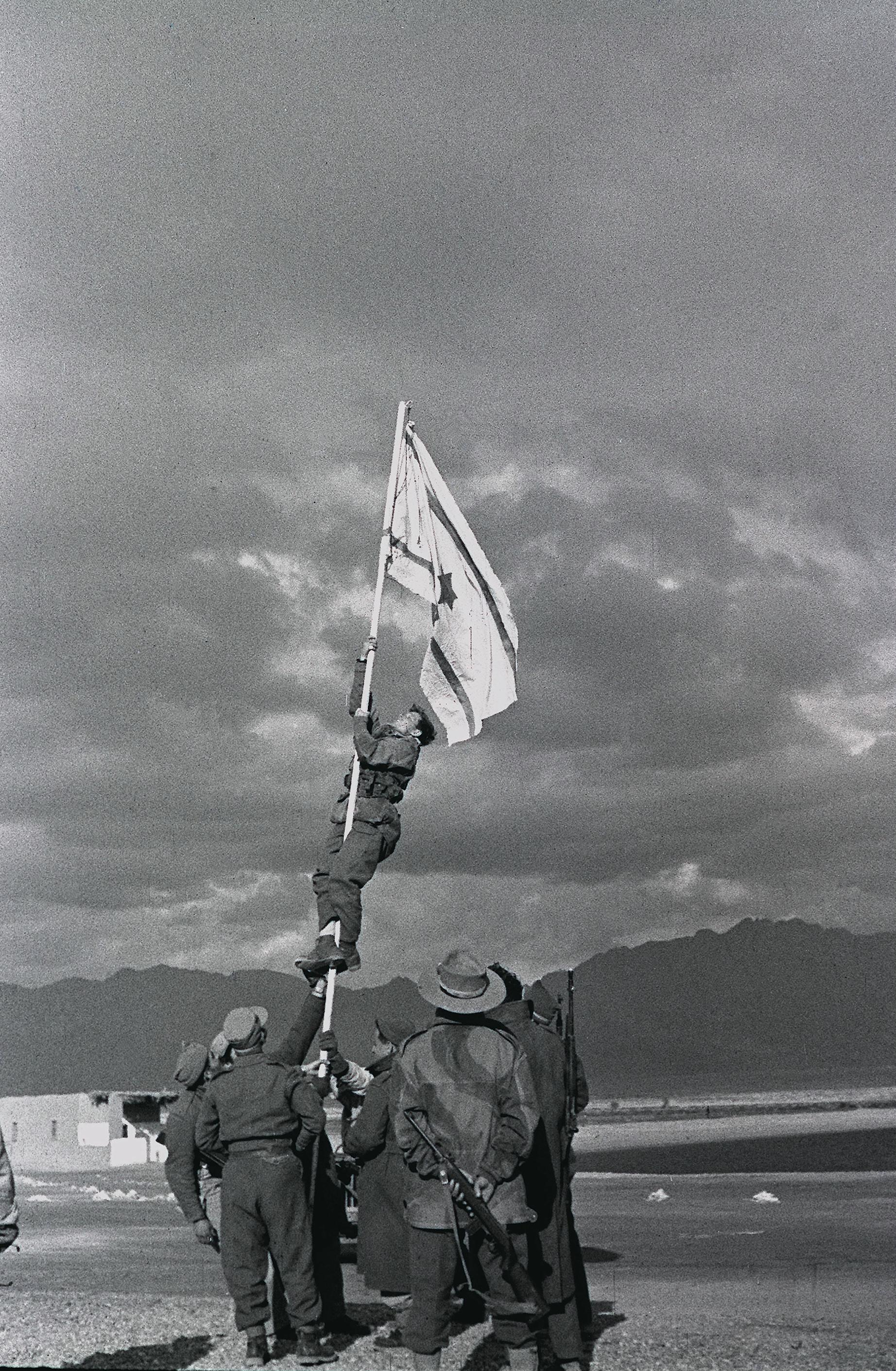

거룩한 땅 또는 팔레스타인으로 알려진 이스라엘 땅은 유대인의 출생지이고 마지막 형태의 히브리어 성경이 엮인 장소이며 유대교와 기독교가 탄생한 장소이다. 유대교, 사마리아 신앙, 기독교, 이슬람교, 드루즈, 바하이 신앙에 성지들이 포함되어 있다.

## 후기 청동기 시대 (1550–1150 BCE)
가나안 사람들은 중기 청동기 시대 (기원전 2100-1550년) 에 고고학적으로 증명되었다. 후기 청동기 시대 (기원전 1550-1200년) 동안 가나안의 대부분은 이집트 신왕국 에 조공을 바치는 속국을 형성했다. 후기 청동기 시대의 붕괴 로 가나안은 혼란에 빠졌고 이집트의 지배권은 완전히 무너졌다. 하솔, 벧스안, 므깃도, 에크론, 아쉬돗 및 아스글론은 손상되거나 파괴되었다.
이스라엘이라는 이름의 민족이 기원전 1200년경으로 거슬러 올라가는 고대 이집트 비문인 메르넵타 비문(Merneptah Stele)에 처음으로 등장한다. 이스라엘인의 조상에는 이 지역에서 태어난 고대 셈어를 사용하는 민족이 포함된 것으로 생각된다. 이 지역의 사람들은 성서의 창세기의 족장들이나 출애굽기의 이스라엘 족속처럼 기근을 피하거나 직업을 얻기 위해 이집트로 이주하거나 이집트에서 다시 가나안으로 돌아오기를 반복했었으며, 이는 이집트 내의 셈족 도시 아바리스와 베니 하산 무덤 벽화를 통해서도 확인된다. 현대 고고학 기록에 따르면, 이스라엘인과 그들의 문화는 야훼를 중심으로 하는 독특한 단일 숭배(후에는 일신교) 종교의 발전을 통해 가나안 민족과 그들의 문화에서 분기되었다. 성서 히브리어로 알려진 히브리어 의 고대 형태를 사용했다.
기원전 1200년경 무렵, 기후 변화와 사회 변화로 인해 고원 지대에서 유목 생활을 하며 도시인들에게서 곡물을 사먹던 유목민들이 도시들이 쇠락하자 곡물을 자체적으로 생산해야 해서 정착 생활로 바꾸어 정착하게 된 것이 이스라엘의 시작이었을 것으로 추정된다. 유목민이 주류였지만, 가나안의 도시 왕국들에서 이탈한 사회 하층민 계층("하비루 Habiru / 아피루 Apiru"는 사회적 하층민을 가리키는 명칭) 역시 초기 이스라엘의 일부가 되었을 것으로 추정된다.
이스라엘이 메르넵타 비문에 등장한 시기인 기원전 1200년경과 비슷한 시기부터 블레셋 사람들은 남쪽 해안 평야에 정착했다.

## 철기 시대 I (기원전 1150-950년)
고고학자 Paula McNutt 는 다음과 같이 말한다 : "아마도 철기 시대의 (가나안)의 사람들이 스스로를 '이스라엘인'으로 인식하기 시작한 것 같습니다. "혼인 금지, 가족사 및 계보, 종교 등을 통해 이웃과 차별화 하였을 것입니다".
후기 청동기 시대에는 고지대에 약 25개 정도의 마을이 있었지만 1차 철기 시대 말에는 300개 이상으로 증가했고 정착 인구는 20,000명에서 40,000명으로 두 배가 되었다.  마을은 북쪽에 더 많고 더 컸으며 아마도 유적을 남기지 않은 목가적 유목민과 고원을 공유했을 것이다.  이 마을 사람들의 기원을 추적하려는 고고학자와 역사가들은 그들을 특별히 이스라엘인 으로 정의할 수 있는 어떤 특징도 식별 할 수 없음을 발견했다. 이스라엘 사이트를 구별하는 데 사용되었던 네방형(four-room) 집이나 collared-rim 항아리들은 고지대 밖에서도 확인되었기에 이스라엘 사이트를 구별하는 데 사용될 수 없게 되었다.  고지대 마을의 도자기는 저지대 가나안 지역의 도자기보다 훨씬 제한적이지만 유형적으로는 이전의 가나안 도자기에서 발전했다.  이스라엘 핀켈슈타인(Israel Finkelstein)은 초기 고지대 일부를 구별하는 타원형 또는 원형 레이아웃과 언덕 지역에서 눈에 띄는 돼지 뼈의 부재가 인종의 표식으로 간주될 수 있다고 제안했지만 다른 학자들은 이것이 " 고지 생활에 대한 상식적인 "적응이며 반드시 기원을 드러내는 것은 아니라고 반박하였다.  다른 아람 유적지도 초기 가나안 및 후기 블레셋 발굴과 달리 그 당시 돼지 유해가 동시대에 없었다는 것을 보여다.
The Bible Unearthed (2001) 에서 Finkelstein과 Silberman은 최근 연구를 요약했다. 그들은 1967년까지 팔레스타인 서부 고원지대에 있는 이스라엘의 심장부가 사실상 고고학적 미지의 땅 이었다고 설명했다 . 그 이후로 유다 지파, 베냐민 지파, 에브라임 지파, 므낫세 지파의 전통적인 영토를 집중적으로 조사했다. 이러한 조사는 철기 시대 초기에 이스라엘 땅에 존재했던 블레셋과 가나안 사회와 대조되는 새로운 문화의 갑작스러운 출현을 드러냈다. 이 새로운 문화는 돼지고기가 부족하고(어디서나 블레셋 식단의 20%를 돼지고기가 차지함), 고도로 장식된 도자기를 사용하는 블레셋/가나안 관습을 포기하고 할례를 시행하는 것이 특징이다. 이스라엘 민족의 정체성은 출애굽과 그에 따른 정복 이 아니라 기존 가나안-블레셋 문화의 변형에서 비롯되었다. 
이러한 조사는 초기 이스라엘 연구에 혁명을 일으켰습니다. 모두 몇 세대에 걸쳐 형성된 것으로 보이는 빽빽한 고원 촌락 네트워크의 유적 발견은 기원전 1200년경 가나안 중앙 산악 지대에서 극적인 사회적 변화가 일어났음을 시사했습니다. 폭력적인 침략의 흔적이나 명확하게 정의된 민족 집단의 침투조차 없었습니다. 대신 라이프 스타일의 혁명인 것 같았습니다. 남쪽 유다 산에서 북쪽 사마리아 산에 이르기까지 인구가 희박했던 고지대에 와해되고 와해되고 있던 가나안 성읍들에서 멀리 떨어진 곳에서 갑자기 약 250개의 산꼭대기 공동체가 생겨났습니다. 여기에 최초의 이스라엘인이 있었습니다.

These surveys revolutionized the study of early Israel. The discovery of the remains of a dense network of highland villages – all apparently established within the span of few generations – indicated that a dramatic social transformation had taken place in the central hill country of Canaan around 1200 BCE. There was no sign of violent invasion or even the infiltration of a clearly defined ethnic group. Instead, it seemed to be a revolution in lifestyle. In the formerly sparsely populated highlands from the Judean hills in the south to the hills of Samaria in the north, far from the Canaanite cities that were in the process of collapse and disintegration, about two-hundred fifty hilltop communities suddenly sprang up. Here were the first Israelites.
따라서 현대 학자들은 이스라엘이 가나안 고지에 있던 기존 백성들로부터 평화롭게 내부적으로 발생했다고 본다.
광범위한 고고학적 발굴은 초기 철기 시대 동안 이스라엘 사회의 모습을 제공했다. 고고학적 증거는 마을과 같은 사회를 나타내지만 자원이 더 제한적이고 인구가 적습니다. 이 기간 동안 이스라엘인들은 주로 작은 마을에 살았는데, 그 중 가장 큰 마을은 인구가 300~400명 정도였다. 그들의 마을은 언덕 꼭대기에 지어졌다. 그들의 집은 공동 뜰 주위에 무리지어 지어졌다. 그들은 돌 기초와 때로는 나무로 만든 2층이 있는 흙벽돌로 방이 서너 개 있는 집을 지었습니다. 주민들은 농사와 목축업을 하며 살았다. 그들은 산비탈에 테라스를 만들어 농사를 짓고 다양한 작물을 심고 과수원을 유지했다. 마을은 대체로 경제적으로 자급자족했고 경제적 교류가 만연했다. 성경에 따르면, 이스라엘 왕정이 일어나기 전에 초기 이스라엘 사람들은 성경에 나오는 재판관들 에 의해 인도되었다. 학자들은 이 기록의 역사성에 대해 의견이 분분하다. 그러나 지역 추장과 정치가 보안을 제공했을 가능성이 있다. 작은 마을은 성벽이 없었지만 그 지역의 주요 도시의 주체였을 가능성이 높습다. 기록 및 문자의 사용은 작은 사이트/지역에도 보급되었고 기록이 가능해졌다.
이스라엘과 유다 왕국의 초기 존재와 그 범위와 권세에 대해서는 논쟁이 있다. 이스라엘 연합 왕국이 있었는지 확실하지 않다. 통일 이스라엘 왕국에 대해 현대 고고학에서 상당한 지분을 차지했던 이론은 이스라엘 핀켈슈타인이 제시한 '저연대Low Chronology' 이론이다.:59–61 이 이론에서 제시하는 층서학적 모델에 따르면, 그동안 통일 이스라엘 왕국의 것으로 인식되던 유물이나 유적들(게셀, 므깃도, 하솔의 마병장)은 기원전 10세기가 아닌 기원전 9세기로 비정되는 것이 타당하다. 그리고 다윗 왕은 기원전 10세기~9세기로 비정하는데, 강한 왕권을 가졌다기 보단 유다의 소규모 부족의 족장 수준의 인물로 북이스라엘 왕국과는 무관하다고 본다. 그는 기원전 10세기에 기브온-기브아 고원을 기반으로 급작스럽게 정치 세력이 형성되고 성서의 시삭인 쇼솅크 1세에 의해 파괴된 후 작은 도시 국가들로 분열되어 회귀하였으며, 이후 기원전 950년에서 900년 사이에 또 다른 정치 세력이 북부 고지대에서 나타나 결국 이스라엘 왕국의 전신으로 간주될 수 있는 디르사를 수도로 삼았다고 주장하기도 하였다. 그러나, 그의 저연대 이론과 달리 그의 기브아-기브온이나 디르사 정치 세력 등에 대한 이스라엘 왕국의 초기 발전사에 대한 해석은 학계의 비판을 받았는데, 또 다른 학자인 윌리엄 데버는 그의 해석에 대해 "수많은 오류, 잘못된 표현, 지나친 단순화, 모순"으로 가득 차 있다 말하며 가혹하게 비판했고, 아론 버키는 성경 및 성경 외적 출처로 증명할 수 없는 여러 가지 추측을 담고 있다는 말을 남겼다. 또한, 저연대 이론 역시 모든 고고학자들이 동의하는 주장은 아니다. 아미하이 마자르 교수가 그 대표적인 예신데, 예루살렘과 기원전 11-10세기의 유적인 키르벳 케이야파에 대한 발굴조사가 진행됨에 따라 오늘날 일부 고고학자들은 기원전 11-10세기의 통일 이스라엘 왕국의 존재를 인정한다.
어느 한쪽이 절대적이라고 보기 어렵기에 일반적으로 현대의 역사학자들과 고고학자들은 북쪽 이스라엘 왕국이 ca. 기원전 900년에는, 그리고 유다 왕국은 ca. 기원전 850년에는 존재했을 것으로 본다. 

## 철기 시대 II (기원전 950–587년)
이스라엘 왕국은 두 왕국 중 더 번영했고 곧 지역 강국으로 발전했다. 오므리 왕조 시대 이스라엘은 사마리아 , 갈릴리, 요단 계곡 상류, 샤론 및 트랜스요르단의 대부분을 통제했다.  사마리아는 레반트에서 가장 큰 철기 시대 구조물 중 하나의 본거지였다. 

이스라엘 왕국과 유다 왕국

북쪽의 이스라엘 왕국은 기원전 722년 아시리아에 멸망당하며, 남쪽의 유다 왕국은 기원전 586년에 신바빌로니아에 멸망당했다.

## 고전 시대
신바빌로니아 기원전 539년에 페르시아 제국에 멸망하며, 페르시아 제국의 키루스 2세에 의해 바빌론으로 끌려간 유대인들이 예루살렘으로 돌아와 성전을 재건했다. 그 후 이 지역은 알렉산더 대왕의 동방원정 중에 정복되었다. 알렉산드로스 대왕의 사후, 마케도니아는 분열하여, 팔레스타인과 유대 지역을 셀레우코스 제국(시리아 왕국)와 프톨레마이오스 왕국(이집트)이 각각 다른 시기에 지배하게 되며, 마카베오 전쟁을 거쳐 유대인의 왕국 하스몬 왕조가 세워졌다.:53~59
기원전 1세기경 하스몬 왕조는 로마 제국의 보호국이 되며, 그 후 로마 제국의 속주인 유대 속주가 된다.:63~64 기원후 66년 제1차 유다 전쟁이 발발하나, 70년 로마 제국에 의해 진압된다.:75~79 132년 바르 코크바의 난(제3차 유다 전쟁)이 일어나, 135년 다시 로마 제국에 진압되어, 시리아의 속주가 되었다.:82~89 이후 유다인들은 중동 전역으로 흩어지며, 난민들이 세운 디아스포라가 다수 발생하게 된다.:98~99

## 중세

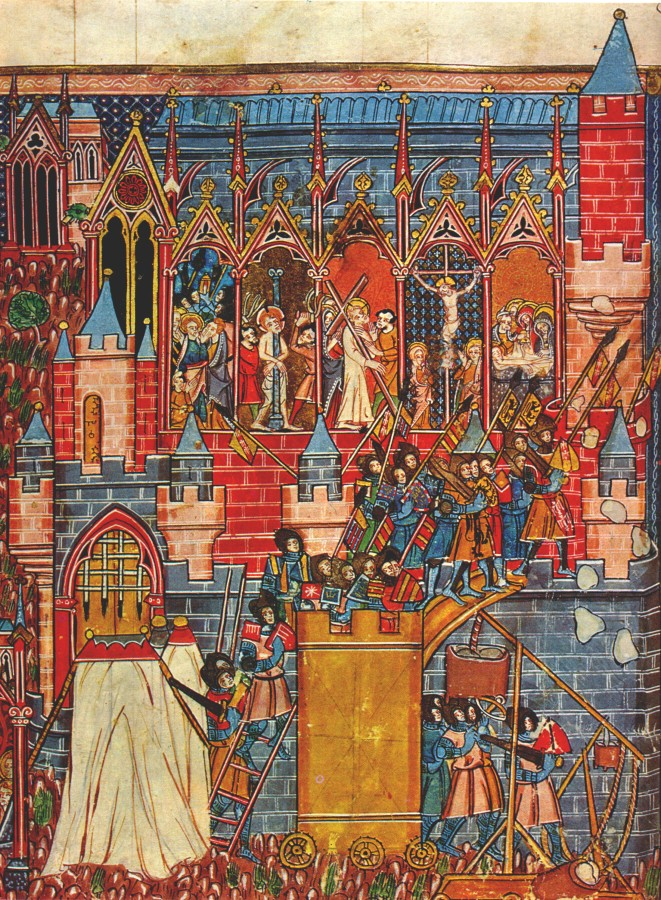
예루살렘 공방전(1099년)

636년 동로마 제국이 정통 칼리파에 패배한 이래, 오스만 제국의 멸망에 이르기까지 이 지역의 패권은 거의 이슬람 국가 밑에 놓이게 된다. 1099년 제1차 십자군 전쟁 시기에, 예루살렘을 중심으로 한 그리스도교 국가 예루살렘 왕국이 세워지기도 하였으나, 1187년 하틴 전투에서 아이유브 술탄국에 의해 예루살렘은 다시 점령되어, 1200년 즈음에는 예루살렘 왕국의 세력은 지중해 연안으로 국한되게 된다. 예루살렘 왕국은 1291년 맘루크 술탄국에게 패하여 멸망하며, 1517년 오스만 제국이 맘루크 술탄국을 멸망시키고 이 지역을 지배한다.

## 현대 이스라엘

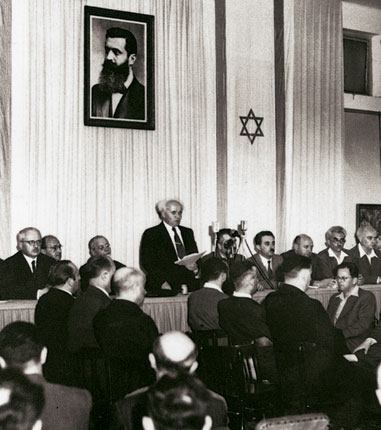
1948년 텔 아비브에서 이스라엘의 독립을 선언한 다비드 벤구리온. 그는 이스라엘의 총리였다.

제1차 세계 대전에 동맹국으로 참전하여 패전한 오스만 제국은 현재의 터키를 제외한 중동 지역 대부분을 영국과 프랑스에 내주게 되며, 트랜스요르단 (지금의 이스라엘이 위치한 곳이며 지금은 팔레스타인으로 불림) 지역은 영국의 식민지가 되었다. 오스만의 세금 정책에 의해 황무지가 되었던 트랜스요르단은 유대인들과 아랍 유민들이 유입되어 여기저기 공동체 마을들이 형성되었다.
현대 이스라엘은 19세기의 시온주의 운동과 20세기 제 2차 세계대전 중 발생한 유대인 학살을 배경으로 1948년, 영국으로부터 독립하였다. 하지만 팔레스타인 지역을 위임 통치하던 영국은 이중적으로 아랍 측에게 맥마흔 선언을 하여, 샤리프 후세인에게 아랍인들이 전쟁에 참여하게 된다면 칼리프 중심의 아랍인의 나라를 이 땅에 지어주겠다는 보장을 하였고, 1916년 6월 5일을 기하여 봉기를 일으켜 스스로 아랍의 왕임을 자처했다. 이후 1917년, 유대인의 지원을 받기 위하여 영국의 외무장관 밸푸어가 가나안 지역에 유대인 국가 건설을 지지하는 밸푸어 선언을 하여, 1920년 영국의 공식 외교 정책이 되었다.
하지만 아랍과 유대인에게 이중적인 약속을 함에 따라, 추후에 유대인과 아랍인 간의 갈등을 유발하게 되는 하나의 계기가 되었다. 영국군이 위임통치령 지역을 철수하기 이전부터 이주 유대인과 아랍인 간 테러와 학살같은 국지적인 충돌이 있었고, 유대인과 아랍인들은 자치 민병대를 조직하기 시작했다. 이후, 영국의 공식적인 철군이 이뤄진 다음날, 이스라엘은 공화국을 선포하였고 그 동시에 아랍인들의 물리적인 침공을 받게 된다. 이것이 제1차 중동 전쟁이다. 이후 유대인들은 기존 이르군과 하가나 등 극우 시온주의 민병대를 확대하여 방위력을 증강시켰다. 이스라엘은 서방으로부터의 무기지원을 받아 아랍 연맹을 물리치고 제1차 중동 전쟁을 승리로 이끌었다는 주장이 있으나, 제 1차 중동 전쟁의 경우에는 미국을 포함한 서방의 지원은 없었고, 되려 전후 피로감에 영국, 프랑스, 미국 어느 나라도 이스라엘에 무기 지원은커녕 판매조차 소극적이었던 탓에 쏟아지던 전후 물자들을 매입하여 방위력 공백을 메꾸었다. 그리고 이스라엘은 이후 제2차 중동 전쟁(시나이 전쟁)과 제3차 중동전쟁(6일 전쟁)을 승리로 이끌었고, 차후 중동 전쟁들에서 서방의 지원을 얻어낼 수 있었다. 그러나 팔레스타인을 포함한 아랍국가들은 아라비아 지역에서의 유대인 국가 건설에 부정적이었고, 이후 유대인-아랍인 간의 충돌은 지속되었다. 한편, 팔레스티나 지역(가나안 연안)의 아랍인들은 스스로를 팔레스타인 주민, 그들의 거주 구역을 팔레스타인으로 부르기 시작했다. 이는 팔레스타인이라는 공동체가 본래 토착민으로서 거주하고있던 것이 아니라, 20세기 유대인들의 이주와 동시에 이 지역으로 밀려들어온 아랍인들을 뜻한다.
장기간에 걸친 팔레스타인과의 분쟁 결과, 1993년에 PLO와 자치에 합의하여 팔레스타인 자치 정부가 가자 지구와 요르단강 서안 지구에 세워졌으나 현재까지도 분쟁은 계속되고 있다.
이스라엘에 복수를 다짐하던 안와르 사다트가 이집트 대통령에 취임하면서 다시 중동에는 긴장감이 고조되었다. 1973년 10월 6일, 드디어 이집트는 유대인들의 속죄일 욤키푸르 당일 이스라엘이 점령중이던 시나이반도를 기습을 감행하기에 이르렀다. (제 4차 중동전쟁) 그러나 이스라엘은 이집트 방면으로는 본토까지 시나이반도 지역이 완충지 역할을 하였으나, 북부 골란고원을 넘어서는 시리아군은 바로 본토로 들어오기 때문에, 전략상 시리아군이 포진한 곳을 공습하면서 전세를 역전하기에 이르렀으며 끝내 제4차 중동전쟁(욤키푸르 전쟁)까지 승리로 이끌어냈다. 하지만 이 전쟁으로 이스라엘 또한 많은 피해를 입었다.

## 같이 보기
- 히브리력
- 팔레스타인의 역사
- 하임 헤르초그